# Newport (Pembrokeshire)
Newport is een plaats in het Welshe graafschap Pembrokeshire.

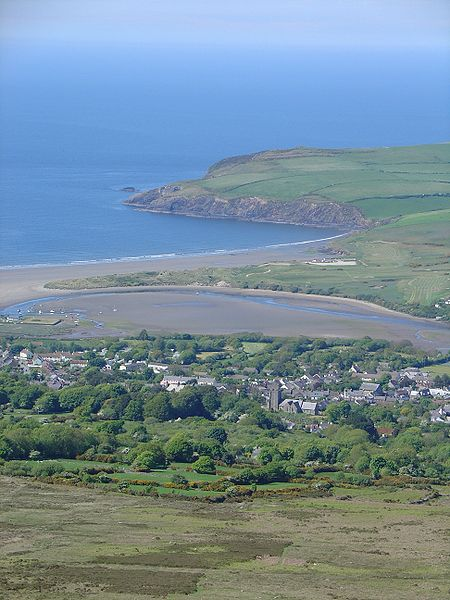
Panorama

Newport telt 1122 inwoners.